# Storytime
«Storytime» es una canción del séptimo álbum de la banda finlandesa de metal sinfónico Nightwish, Imaginaerum, así como el primer sencillo de dicho álbum. Fue lanzado el 9 de noviembre de 2011, veinte días antes del álbum, junto con un vídeo musical. La canción se estrenó en Radio Rock, una emisora finlandesa de radio, el 7 de noviembre de 2011 dos días antes de su puesta a la venta.
El compositor y líder de la banda Tuomas Holopainen ha dicho de Storytime que es "un sencillo que representa bastante bien todo el disco", y que da una mejor imagen del disco que la que dieron "Eva" y "Amaranth", los dos primeros sencillos del disco de 2007 Dark Passion Play.

## Antecedentes

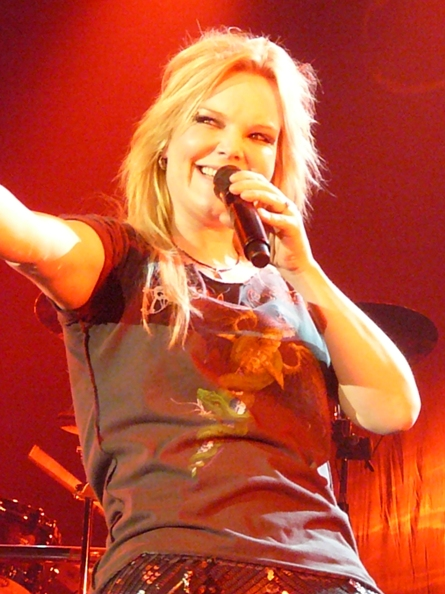
«Storytime» fue el último video de Olzon con Nightwish ya que abandona la banda durante el Imaginaerum World Tour

La canción fue revelada como el primer sencillo y vídeo musical, a ser lanzado el 11 de noviembre, a principios de septiembre del 2011.  Una semana después, la banda publicó la carátula de Imaginaerum, la lista de canciones y comentarios de cada canción escritos por Holopainen, incluidas las primeras pistas relacionadas con la canción, dando a entender referencias como la Fiesta de Yule y The Snowman. El 26 de octubre, el primer contenido de la canción y del vídeo fue lanzado en un teaser de 50 segundos en YouTube.
El sencillo fue lanzado como un CD, descarga y como un vídeo a través de YouTube el 9 de noviembre, y al día siguiente, Holopainen apareció en una charla en YouTube hablando sobre el vídeo y la canción. Una semana después, la banda anunció que el sencillo estaba encabezando las listas de sencillos en Finlandia. El 18 de noviembre, la letra de la canción fue lanzada en un video de YouTube y en la página web de la banda.

## Contenido de la música y las letras
El compositor y letrista de la banda, Tuomas Holopainen ha dicho que "Storytime" está inspirado en la película de 1982 The Snowman, cuyo tema fue previamente versionado para el disco Oceanborn.
Las letras tinen referencias a bastantes piezas clásicas de ficción que conciernen a la imaginación, incluyendo al personaje de peter Pan, creado por J. M. Barrie y "Las aventuras de Alicia en el país de las maravillas" por Lewis Carroll. Las letras mencionan también a Gea, la diosa primordial de la tierra griega.

## Vídeo musical
El vídeo musical de "Storytime" fue dirigido por Stobe Harju. En él, presenta la versión de la radio de la canción, la cual es un minuto y medio más corta que la versión del disco. El vídeo muestra a la banda tocando la canción con los trajes que llevan en la película Imaginaerum, con personajes de la película mostrados brevemente en el vídeo.
Tras haber hecho "unos cuantos vídeos de fantasía" como "Amaranth" y "The Islander", el equipo de producción quería hacer un vídeo con los pies en la tierra, un vídeo making-of, lo cual sería "bastante interesante de ver para los afisionados incluidas unas cuantas veces."

## Distribución
"Storytime" fue lanzado simultáneamente como un CD, como descarga y como un vídeo de YouTube. La carátula fue hecha por Janne Pitkänen, quien previamente había hecho las carátulas de Dark Passion Play y su booklet, Imaginaerum, así como las carátulas de los sencillos Eva. La carátula muestra un libro con el emblema de la canción "The Crow, the Owl and the Dove" y el texto "Storytime" en el lomo. El libro se sostiene sobre la montaña rusa vista en la carátula de Imaginaerum, y el fondo tiene un tema invernal para reflejar el contenido de las letras. Es el primer sencillo desde "Sleeping Sun" en mostrar el título de la canción en una fuente distinta que la tradicional de Nightwish.

## Lista de canciones
La lista de canciones fue revelada en la página web oficial de Nightwish el 2 de septiembre, a la vez que las pre-compras comenzaron.
| Storytime CDS (Digipak) |                                    |                   |          |  |
| N.º                     | Título                             | Escritor(es)      | Duración |  |
| 1.                      | «Storytime (Radio edit)»           | Tuomas Holopainen | 3:59     |  |
| 2.                      | «Storytime (Versión del álbum)»    | Tuomas Holopainen | 5:28     |  |
| 3.                      | «Storytime (Versión instrumental)» | Tuomas Holopainen | 5:28     |  |

| Storytime 10 MLP (Vinilo) |                                    |                   |          |  |
| N.º                       | Título                             | Escritor(es)      | Duración |  |
| 1.                        | «Storytime (Versión de álbum)»     | Tuomas Holopainen | 5:28     |  |
| 2.                        | «Storytime (Radio edit)»           | Tuomas Holopainen | 3:59     |  |
| 3.                        | «Storytime (Versión instrumental)» | Tuomas Holopainen | 5:28     |  |

| Storytime (live at Wacken 2013) (digital) |                                      |          |  |
| N.º                                       | Título                               | Duración |  |
| 1.                                        | «Storytime» (edit; live Wacken 2013) | 5:34     |  |

## Listas de posiciones
| Listas (2011)                     | Mejor posición |
| --------------------------------- | -------------- |
| Alemania (German Singles Chart)   | 39             |
| Austria (Ö3 Austria Top 40)       | 57             |
| España (Spanish Physical Singles) | 2              |
| Finlandia (OFC)                   | 1              |
| Hungría (Hungarian Singles Chart) | 2              |
| Reino Unido (UK Rock Chart)       | 5              |
| Suiza (Schweizer Hitparade)       | 31             |